# Método de las fluxiones
El Método de las fluxiones y series infinitas (Methodus fluxionum et serierum infinitorum) es una obra de Sir Isaac Newton que fue terminada en 1671, aunque su publicación no fue hasta 1736. Newton expone en este libro los fundamentos de un nuevo tipo de matemáticas: «las razones primeras y últimas de cantidades» como el mismo las llamó, esto es: el cálculo infinitesimal (calculus); ideado simultáneamente por el matemático coetáneo alemán Gottfried Leibniz. 
Newton introduce en sus métodos infinitesimales el concepto de fluxión, decidido a aplicar al álgebra la «doctrina de las fracciones decimales porque esta aplicación abre el camino para llegar a descubrimientos más importantes y más difíciles». También trata sobre las sucesiones infinitas en el nuevo análisis y su aplicación y los principios del cálculo diferencial e integral.
Su método permite determinar los máximos y mínimos de relaciones, las tangentes a diferentes curvas, y su radio de curvatura, puntos de inflexión y cambio de concavidad, así como el área y longitud.
Newton también explica cómo encontrar de forma aproximada las raíces de una ecuación. 